# Calamity Jane
|  | Per a altres significats, vegeu «Calamity Jane (desambiguació)». |

Martha Jane Canary, coneguda amb el malnom de Calamity Jane (Princeton, Missouri, 1 de maig de 1853 - Terry, Dakota del Sud, 1 d'agost de 1903), fou una famosa aventurera que va viure al Far West. Fou guia professional de l'exèrcit i lluità contra els indis.
Era la més gran d'una família de sis fills. Va viure algun temps a Virginia City (Montana). El 1868 es va traslladar a Wyoming. El 1870 es va fer guia de l'exèrcit i va adoptar l'uniforme de soldat. Va servir en la campanya del general Custer el 1872. Fou en aquesta època quan ella mateixa es va posar el malnom de Calamity Jane. El 1876 va treballar de prostituta, i després de cuinera i netejadora per a una senyora, a prop de Black Hills. Després va viatjar en tren cap a Deadwood (Dakota del Sud) amb Wild Bill Hickok i Charlie Utter. Hickok va morir durant una partida de pòquer el 2 d'agost de 1876. Calamity va declarar que s'havien casat i que Hickok era el pare de la seva filla Jane, que hauria nascut el 1873 (el 1941 es va trobar un registre de casament del 25 de setembre del 1873 a Benson's Landing, Montana, que aparentment confirma la història). La nena va ser donada més tard en adopció.
Calamity Jane es va traslladar a El Paso, Texas, el 1884, on es va casar amb Clinton Burke el 1885. Es van separar el 1895. El 1896 va entrar al circ ambulant de Buffalo Bill (Buffalo Bill's Wild West), amb el qual va seguir fins que va morir, el 1903, per les complicacions d'una pneumònia.
Des del 1936 s'han fet diverses pel·lícules, sèries de televisió, etc., amb Calamity Jane de protagonista.